# 2008年国家联盟冠军赛
2008年國家聯盟冠軍賽是美國職棒大聯盟2008年球季的季後賽,是決定國家聯盟冠軍的系列賽。在費城費城人和洛杉磯道奇兩支球隊之間進行，他们在國聯分區賽中分别擊敗了密爾瓦基釀酒人和芝加哥小熊。費城費城人以四勝一負的战绩打敗洛杉磯道奇，闖入世界大賽。

## 概要

### 費城費城人對洛杉磯道奇
費城費城人以4勝1負赢得系列赛
| 場次 | 客隊       | 比分 | 主隊       | 日期     | 球場         | 觀眾人數 |
| ---- | ---------- | ---- | ---------- | -------- | ------------ | -------- |
| 1    | 洛杉磯道奇 | 2：3 | 費城費城人 | 10月9日  | 市民銀行球場 | 45,839   |
| 2    | 洛杉磯道奇 | 5：8 | 費城費城人 | 10月10日 | 市民銀行球場 | 45,883   |
| 3    | 費城費城人 | 2：7 | 洛杉磯道奇 | 10月12日 | 道奇體育場   | 56,800   |
| 4    | 費城費城人 | 7：5 | 洛杉磯道奇 | 10月13日 | 道奇體育場   | 56,800   |
| 5    | 費城費城人 | 5：1 | 洛杉磯道奇 | 10月15日 | 道奇體育場   | 56,800   |

## 逐場戰況

### 第一場
10月9日，費城，市民銀行球場
| 洛杉磯道奇 | 1 | 0 | 0 | 1 | 0 | 0 | 0 | 0 | 0 | 2 | 7 | 1 |
| 費城費城人 | 0 | 0 | 0 | 0 | 0 | 3 | 0 | 0 | X | 3 | 7 | 0 |
| 勝投： 科爾·漢梅爾斯（1–0） 敗投： 德瑞克·洛夫（0–1） 救援成功： 布萊德·李吉 （1） 全壘打： 道奇：無 費城人：蔡斯·阿特利（6下,2分），Pat Burrell（6下,1分） |   |   |   |   |   |   |   |   |   |   |   |   |

首局曼尼·拉米瑞茲就擊出差點成為全壘打的二壘安打送回安德烈·伊瑟爾，接著道奇在4局上靠著高飛犧牲打，麥特·坎普跑回第二分。
而前5局表現出色的德瑞克·洛夫，在6局下出現亂流，首先是Rafael Furcal發生傳球失誤，而蔡斯·阿特利逮到機會，擊出中右外野2分砲。後兩棒的Pat Burrell也擊出了全壘打逆轉比數。
道奇從第4局後就沒有得分，最後一分飲恨。

### 第二場
10月10日，費城，市民銀行球場
| 洛杉磯道奇 | 0 | 1 | 1 | 3 | 0 | 0 | 0 | 0 | 0 | 5 | 8  | 1 |
| 費城費城人 | 0 | 4 | 4 | 0 | 0 | 0 | 0 | 0 | X | 8 | 11 | 1 |
| 勝投： Brett Myers（1–0） 敗投： 查德·畢林斯利（0–1） 救援成功： 布萊德·李吉（2） 全壘打： 道奇：曼尼·拉米瑞茲（4上,3分） 費城人：無 |   |   |   |   |   |   |   |   |   |   |    |   |

道奇在第2局靠著詹姆斯·隆尼的二壘安打讓道奇無人出局攻占二三壘，可惜只有得到一分。2局下，費城人馬上還以顏色。從Carlos Ruiz的二壘安打開始，費城人一舉灌進4分。
3局上，道奇追回一分。不過3局下，費城人先發投手Brett Myers擊出兩分打點一壘安打，把畢林斯利打退場，接替的朴贊浩也沒能止血，被謝恩·維克托里諾擊出三壘安打再掉2分。
4局下，Rafael Furcal靠著不死三振上壘，羅素·馬丁安打上壘，隨後曼尼·拉米瑞茲擊出3分砲縮小分差。
7局上2人出局，Casey Blake在一三壘有人時擊出深遠飛球，卻在全壘打牆前被謝恩·維克托里諾接殺，也澆熄道奇反撲氣焰。最終布萊德·李吉救援成功，費城人拿下2連勝。

### 第三場
10月12日，洛杉磯，道奇體育場
| 費城費城人                                                                                        | 0 | 1 | 0 | 0 | 0 | 0 | 1 | 0 | 0 | 2 | 7  | 0 |
| 洛杉磯道奇                                                                                        | 5 | 1 | 0 | 1 | 0 | 0 | 0 | 0 | X | 7 | 10 | 0 |
| 勝投： 黑田博樹（1–0） 敗投： 傑米·莫耶（0–1） 全壘打： 費城人：無 道奇：Rafael Furcal（2下,1分） |   |   |   |   |   |   |   |   |   |   |    |   |

費城人派出老將傑米·莫耶先發，莫耶卻在第一局就出狀況，單局被擊出5支安打，包含Blake DeWitt的清壘三壘安打在內，一口氣掉了5分。
2局下，Rafael Furcal擊出他系列賽首轟，是一支陽春砲。莫耶總計僅投1.1局，就被擊出6支安打掉6分。接替的投手Clay Condrey對羅素·馬丁投出近身球造成馬丁不滿。
3局上，黑田對維克托里諾投出頭部近身球，最後維克托里諾出局時和黑田發生口角，造成板凳清空，所幸無人遭驅逐出場。
黑田主投6局僅失兩分，為道奇贏球關鍵。

### 第四場
10月13日，洛杉磯，道奇體育場
| 費城費城人 | 2 | 0 | 0 | 0 | 0 | 1 | 0 | 4 | 0 | 7 | 12 | 1 |
| 洛杉磯道奇 | 1 | 0 | 0 | 0 | 2 | 2 | 0 | 0 | 0 | 5 | 11 | 0 |
| 勝投： 萊恩·麥德森（1–0） 敗投： 科利·韋德（0–1） 救援成功： 布萊德·李吉（3） 全壘打： 費城人：謝恩·維克托里諾（8上,2分），Matt Stairs（8上,2分） 道奇：Casey Blake（6下,1分） |   |   |   |   |   |   |   |   |   |   |    |   |

費城人在首局就趁著道奇先發投手德瑞克·洛夫不穩攻下2分。不過道奇在首局下立刻追回一分。
5局下，曼尼·拉米瑞茲擊出安打送回追平分，羅素·馬丁擊出滾地球出局，不過安德烈·伊瑟爾回來得到超前分。
6局上，朴贊浩投出暴投讓費城人得到追平分，不過6局下半，Casey Blake立刻以火力支援，擊出陽春砲再度讓道奇超前。
8局上，謝恩·維克托里諾擊出追平比數的兩分砲。隨後道奇換上喬納森·布朗克斯頓救援，卻被40歲老將Matt Stairs敲出他季後賽首轟。
布萊德·李吉第3次救援成功，費城人3勝1敗聽牌。

### 第五場
10月15日，洛杉磯，道奇體育場
| 費城費城人 | 1 | 0 | 2 | 0 | 2 | 0 | 0 | 0 | 0 | 5 | 8 | 0 |
| 洛杉磯道奇 | 0 | 0 | 0 | 0 | 0 | 1 | 0 | 0 | 0 | 1 | 7 | 3 |
| 勝投： 科爾·漢梅爾斯（2–0） 敗投： 查德·畢林斯利（0–2） 全壘打： 費城人：吉米·羅林斯（1上,1分） 道奇：曼尼·拉米瑞茲（6下,1分） |   |   |   |   |   |   |   |   |   |   |   |   |

吉米·羅林斯在首局首打席就擊出全壘打。
3局上，畢林斯利遭遇亂流，單局投出3次保送和被擊出2支安打再失2分。所幸朴贊浩在滿壘時解決Pedro Feliz。
5局上，Blake DeWitt先發生接球失誤讓費城人再得一分。2出局，一壘手詹姆斯·隆尼也發生接球失誤，費城人將比分擴大至5比0。
科爾·漢梅爾斯先發表現優異，主投7局，僅在6局上被曼尼·拉米瑞茲擊出陽春砲失分。最終費城人5比1贏球，將與光芒隊進行世界大賽。